# Odontocepheus zaballosi
Odontocepheus zaballosi är en kvalsterart som beskrevs av Subías och Antonio Arillo 200. Odontocepheus zaballosi ingår i släktet Odontocepheus och familjen Carabodidae. Inga underarter finns listade i Catalogue of Life.